# Ewald Macha
Ewald Macha (ur. 17 sierpnia 1940 w Czerwionce, zm. 31 lipca 2014) – polski inżynier mechaniki i budowy oraz eksploatacji maszyn, specjalizujący się w mechanice ciała stałego, mechatronice, zmęczeniu metali i elementów maszyn; nauczyciel akademicki związany z opolską uczelnią techniczną.

## Życiorys
Urodził się w Czerwionce, w powiecie rybnickim. Po ukończeniu kolejno szkoły podstawowej i średniej podjął studia na kierunku mechanika na Politechnice Wrocławskiej, które ukończył w 1964 roku dyplomami magistra inżyniera. Niedługo potem podjął studia doktoranckie na Wydziale Elektroniki swojej macierzystej uczelni, uzyskując w 1970 roku stopień naukowy doktora nauk technicznych. W 1980 roku Rada Wydziału Mechanicznego PWr nadała mu stopień naukowy doktora habilitowanego nauk technicznych w zakresie mechaniki. Od lat 60. XX wieku związał się zawodowo z Wyższą Szkołą Inżynierską w Opolu (od 1996 roku Politechnika Opolska), obejmując na niej kolejno stanowiska: asystenta, adiunkta, profesora nadzwyczajnego i profesora zwyczajnego w 1995 roku. Wcześniej w 1992 roku Prezydent Polski Lech Wałęsa nadał mu tytuł profesora nauk technicznych. Na opolskiej uczelni technicznej pełnił wiele istotnych funkcji organizacyjnych. W latach 1984–1987 był prorektorem do spraw nauki, a od 1986 do 2008 roku był kierownikiem Katedry Mechaniki i Podstaw Konstrukcji Maszyn. Zmarł nagle w dniu 31 lipca 2014 w Opolu.

## Dorobek naukowy i odznaczenia
Autor ponad 200 publikacji, 13 monografii oraz 5 patentów. Zapoczątkował i rozwinął nowy w skali międzynarodowej kierunek badań nad wieloosiowym zmęczeniem losowym tworzyw konstrukcyjnych. Był stypendystą IREX, Purdue University w West Lafayette, University of California w Los Angeles (1986–1987). Za swoją działalność naukowo-dydaktyczna otrzymał liczne odznaczenia i nagrody, w tym Nagroda I stopnia Ministerstwa Edukacji Narodowej (1989), Złoty Krzyż Zasługi (1984), Medal Komisji Edukacji Narodowej (1994}. Należał do wielu organizacji naukowych: American Society for Testing and Materiale, ASTM Committee E08 on Fatigue and Fracture, The European Structural Integrity Society TC 3.1 Multiaxial, Polskiego Towarzystwa Mechaniki Teoretycznej i Stosowanej. Wypromował 9 doktorów, wśród których są m.in. Tadeusz Łagoda.